# オリヴァー・ステイプルトン
オリヴァー・ステイプルトン（Oliver Stapleton, 1948年4月12日 - ）は、イギリス・ロンドン出身の撮影監督。

## 来歴
a-haの『テイク・オン・ミー（Take On Me）』のビデオを手がけ、MTVのビデオ・ミュージック・アワードを受賞。他にもヒューマン・リーグ、デヴィッド・ボウイ、ローリング・ストーンズなどのビデオを撮影している。
その後、映画の撮影に転進。1980年代半ばからは、ラッセ・ハルストレム作品やスティーヴン・フリアーズ作品を多く手がけている。

## 手がけた作品
- マイ・ビューティフル・ランドレット My Beautiful Laundrette (1985)
- アリア Aria (1987)
- サミー&ロージィ/それぞれの不倫 Sammy and Rosie Get Laid (1987)
- プリック・アップ Prick Up Your Ears (1987)
- シー・デビル She-Devil (1989)
- 私のパパはマフィアの首領 Cookie (1989)
- グリフターズ/詐欺師たち The Grifters (1990)
- 靴をなくした天使 Hero (1992)
- スナッパー The Snapper (1993)
- 恋の闇 愛の光 Restoration (1995)
- 素晴らしき日 One Fine Day (1996)
- カンザス・シティ Kansas City (1996)
- ロバート・アルトマンのジャズ Jazz '34 (1996)
- ハイロー・カントリー The Hi-Lo Country (1998)
- 私の愛情の対象 The Object of My Affection (1998)
- サイダーハウス・ルール The Cider House Rules (1999)
- 真夏の夜の夢 A Midsummer Night's Dream  (1999)
- ペイ・フォワード 可能の王国 Pay It Forward (2000)
- シッピング・ニュース The Shipping News (2001)
- 戦争のはじめかた Buffalo Soldiers (2001)
- バースデイ・ガール Birthday Girl (2001)
- ケリー・ザ・ギャング Ned Kelly (2003)
- アンフィニッシュ・ライフ An Unfinished Life (2005)
- カサノバ Casanova (2005)
- ザ・ホークス ハワード・ヒューズを売った男 The Hoax (2006)
- ウォーター・ホース The Water Horse: Legend of the Deep (2007)
- 4デイズ Unthinkable (2009)
- あなたは私の婿になる The Proposal (2009)
- ダーク・フェアリー Don't Be Afraid of the Dark (2011)
- ウィル ~夢をかなえる旅~ Will (2011)
- 人生はノー・リターン 〜僕とオカン、涙の3000マイル〜 The Guilt Trip (2012)
- かけがえのない人 The Best of Me (2014)
- ビジネス・ウォーズ Unfinished Business (2015)
- キューティ・コップ Hot Pursuit (2015)